# جيمس شتورم
جيمس شتورم (بالإنجليزية: James Sturm)‏ هو فنان قصص مصورة أمريكي، ولد في 1965 في نيويورك في الولايات المتحدة.